# Deidt Tuffanelli Derrico
Deidt Tuffanelli Derrico – samochód wyścigowy, używany w latach 1950–1953 w wyścigach Indianapolis 500. Jedyny samochód Deidt, który rywalizował w Indianapolis 500 w okresie, gdy runda ta była eliminacją Mistrzostw Świata Formuły 1. Model ten był napędzany przez wolnossącą jednostkę Offenhauser R4 lub doładowany silnik Sparks R6. W 1950 roku Bill Holland i Mauri Rose zajęli tym modelem odpowiednio drugie i trzecie miejsce w Indianapolis 500.

## Wyniki
| Legenda oznaczeń w tabelach wyników Wyświetl szablon na nowej stronie | Legenda oznaczeń w tabelach wyników Wyświetl szablon na nowej stronie                                                                     |
| Oznaczenie                                                            | Wyjaśnienie |
| --------------------------------------------------------------------- | --- |
| Złoty                                                                 | Zwycięzca lub mistrzostwo |
| Srebrny                                                               | 2. miejsce lub wicemistrzostwo |
| Brązowy                                                               | 3. miejsce lub II wicemistrzostwo |
| Zielony                                                               | Ukończył, punktował (w klasyfikacji generalnej, gdy zdobył co najmniej jeden punkt na przestrzeni sezonu, poza trzema powyższymi opcjami) |
| Niebieski                                                             | Ukończył, nie punktował (w klasyfikacji generalnej, gdy nie zdobył co najmniej jednego punktu na przestrzeni sezonu)                      |
| Czerwony                                                              | Nie zakwalifikował się (NZ) |
| Czerwony                                                              | Nie prekwalifikował się (NPK) |
| Różowy                                                                | Nie ukończył (NU) |
| Różowy                                                                | Niesklasyfikowany (NS) (w klasyfikacji generalnej, gdy nie został sklasyfikowany w żadnym wyścigu sezonu)                                 |
| Czarny                                                                | Zdyskwalifikowany (DK) |
| Czarny                                                                | Wykluczony (WYK/EX) |
| Biały                                                                 | Nie wystartował (NW) |
| Biały                                                                 | Kontuzjowany (K/INJ) |
| Biały                                                                 | Wyścig odwołany (OD/C) |
| Bez koloru                                                            | Został wycofany (WYC/WD) |
| Bez koloru                                                            | Nie przybył (NP/DNA) |
| Bez koloru                                                            | Nie brał udziału w treningach (NT/DNP) |
| Bez koloru                                                            | Nie został zgłoszony (–) |
| Pogrubienie                                                           | Start z pole position |
| Kursywa                                                               | Najszybsze okrążenie wyścigu |
| †                                                                     | Nie ukończył, ale jego rezultat został zaliczony ze względu na przejechanie więcej niż 90% dystansu wyścigu.                              |
| *                                                                     | Sezon w trakcie |
| 1/2/3                                                                 | Punktowana pozycja w sprincie kwalifikacyjnym                                                                                             |
| Lista systemów punktacji Formuły 1                                    | |

### Indianapolis 500
| Rok  | Kierowca          | Nr | Kwalifikacje | Wynik | Okr. | Lider | Uwagi           |
| ---- | ----------------- | -- | ------------ | ----- | ---- | ----- | --------------- |
| 1950 | Bill Holland      | 3  | 10           | 2     | 137  | 8     |                 |
| 1950 | Tony Bettenhausen | 14 | 8            | 31    | 30   | 0     | łożysko koła    |
| 1950 | George Fonder     | 26 |              | NZ    |      |       |                 |
| 1950 | Mauri Rose        | 31 | 3            | 3     | 137  | 15    |                 |
| 1951 | Tony Bettenhausen | 5  | 9            | 9     | 178  | 0     | poślizg         |
| 1951 | Mauri Rose        | 16 | 5            | 14    | 126  | 0     | poślizg         |
| 1951 | Mack Hellings     | 19 | 23           | 31    | 18   | 0     | silnik          |
| 1951 | Duane Carter      | 27 | 4            | 8     | 180  | 0     |                 |
| 1951 | George Fonder     | 29 |              | NZ    |      |       |                 |
| 1952 | Danny Kladis      | 19 |              | NZ    |      |       |                 |
| 1952 | Tony Bettenhausen | 27 | 30           | 24    | 93   | 0     | ciśnienie oleju |
| 1952 | Spider Webb       | 48 |              | NZ    |      |       |                 |
| 1953 | Pat O'Connor      | 28 |              | NZ    |      |       |                 |

### Formuła 1
W latach 1950–1960 wyścig Indianapolis 500 był eliminacją Mistrzostw Świata Formuły 1.
| Sezon | Zespół                           | Silnik      | Kierowcy          | Wyniki w poszczególnych eliminacjach | Wyniki w poszczególnych eliminacjach | Wyniki w poszczególnych eliminacjach | Wyniki w poszczególnych eliminacjach | Wyniki w poszczególnych eliminacjach | Wyniki w poszczególnych eliminacjach | Wyniki w poszczególnych eliminacjach | Wyniki w poszczególnych eliminacjach | Wyniki w poszczególnych eliminacjach | Wyniki kierowców | Wyniki kierowców |
| 1950  |                                  |             |                   | Wielka Brytania                      | Monako                               | Stany Zjednoczone                    | Szwajcaria                           | Belgia                               | Francja                              | Włochy                               |                                      |                                      | Pkt.             | Msc.             |
| ----- | -------------------------------- | ----------- | ----------------- | ------------------------------------ | ------------------------------------ | ------------------------------------ | ------------------------------------ | ------------------------------------ | ------------------------------------ | ------------------------------------ | ------------------------------------ | ------------------------------------ | ---------------- | ---------------- |
| 1950  | Blue Crown Spark Plug/Moore      | Offenhauser | Bill Holland      | -                                    | -                                    | 2                                    | -                                    | -                                    | -                                    | -                                    |                                      |                                      | 6                | 7                |
| 1950  | Blue Crown Spark Plug/Moore      | Offenhauser | Tony Bettenhausen | -                                    | -                                    | NU                                   | -                                    | -                                    | -                                    | -                                    |                                      |                                      | 0                | NS               |
| 1950  | Offenhauser/Howard Keck          | Offenhauser | Mauri Rose        | -                                    | -                                    | 3                                    | -                                    | -                                    | -                                    | -                                    |                                      |                                      | 4                | 11               |
| 1950  | Ray Brady                        | Sparks      | George Fonder     | -                                    | -                                    | NZ                                   | -                                    | -                                    | -                                    | -                                    |                                      |                                      | 0                | NS               |
| 1951  |                                  |             |                   | Szwajcaria                           | Stany Zjednoczone                    | Belgia                               | Francja                              | Wielka Brytania                      | Niemcy                               | Włochy                               |                                      |                                      | Pkt.             | Msc.             |
| 1951  | Mobiloil/Rotary Engineering      | Offenhauser | Tony Bettenhausen | -                                    | NU                                   | -                                    | -                                    | -                                    | -                                    | -                                    | -                                    |                                      | 0                | NS               |
| 1951  | Mobiloil/Rotary Engineering      | Offenhauser | Duane Carter      | -                                    | 8                                    | -                                    | -                                    | -                                    | -                                    | -                                    | -                                    |                                      | 0                | 31               |
| 1951  | Pennzoil/Howard Keck             | Offenhauser | Mauri Rose        | -                                    | NU                                   | -                                    | -                                    | -                                    | -                                    | -                                    | -                                    |                                      | 0                | NS               |
| 1951  | Tuffanelli-Derrico               | Offenhauser | Mack Hellings     | -                                    | NU                                   | -                                    | -                                    | -                                    | -                                    | -                                    | -                                    |                                      | 0                | NS               |
| 1951  | Ray Brady                        | Sparks      | George Fonder     | -                                    | NZ                                   | -                                    | -                                    | -                                    | -                                    | -                                    | -                                    |                                      | 0                | NS               |
| 1952  |                                  |             |                   | Szwajcaria                           | Stany Zjednoczone                    | Belgia                               | Francja                              | Wielka Brytania                      | Niemcy                               | Holandia                             | Włochy                               |                                      | Pkt.             | Msc.             |
| 1952  | Tuffanelli-Derrico               | Offenhauser | Danny Kladis      | -                                    | NZ                                   | -                                    | -                                    | -                                    | -                                    | -                                    | -                                    |                                      | 0                | NS               |
| 1952  | Blue Crown Spark Plug/Earl Slick | Offenhauser | Tony Bettenhausen | -                                    | NU                                   | -                                    | -                                    | -                                    | -                                    | -                                    | -                                    |                                      | 0                | NS               |
| 1952  | Blue Crown Spark Plug/Moore      | Offenhauser | Spider Webb       | -                                    | NZ                                   | -                                    | -                                    | -                                    | -                                    | -                                    | -                                    |                                      | 0                | NS               |
| 1953  |                                  |             |                   | Argentyna                            | Stany Zjednoczone                    | Holandia                             | Belgia                               | Francja                              | Wielka Brytania                      | Niemcy                               | Szwajcaria                           | Włochy                               | Pkt.             | Msc.             |
| 1953  | Slick Racers                     | Offenhauser | Pat O'Connor      | -                                    | NZ                                   | -                                    | -                                    | -                                    | -                                    | -                                    | -                                    | -                                    | 0                | NS               |